# Чуканов, Анатолий Алексеевич
Анато́лий Алексе́евич Чука́нов (10 мая 1951, Новоспасовка, Миллеровский район, Ростовская область — 12 июня 2021) — советский велогонщик, заслуженный мастер спорта СССР (1976), олимпийский чемпион.
Выступал за «Спартак» (Ворошиловград). В сборную команду СССР входил с 1976 года. Чемпион Олимпийских игр 1976 и чемпионата мира 1977 в командной гонке на 100 км. Чемпион СССР 1976 в индивидуальной гонке на 40 км с раздельным стартом и командной гонке на 100 км.
Награждён орденом «Знак Почёта».